# Revue théologique de Louvain
La Revue théologique de Louvain è una rivista multidisciplinare trimestrale in lingua francese di scienze religiose, teologia e studi biblici. Fondata nel 1970, è gestita dall'Università Cattolica di Lovanio. 

## Presentazione
La Revue théologique de Louvain pubblica articoli e note, recensioni, note bibliografiche, cronache e, una volta all'anno, l'Index international des dissertations doctorales en théologie et en droit canonique (Indice internazionale delle dissertazioni dottorali in teologia e diritto canonico).
In ordine cronologico, è stata diretta successivamente dai professori: Gustave Thils, Albert Houssiau, Joseph Ponthot, Pierre-Maurice Bogaert, André Haquin, Jacques Scheuer, Camille Focant (2009-2015) e André Wénin (2016-).
Tra i collaboratori figurano Jean-Pierre Lémonon, Daniel Marguerat, Jean-Louis Souletie, Jean-Marie Van Cangh, fra gli altri.